# Скиток
Скиток (бел. Скіто́к) — деревня в Терешковичском сельсовете Гомельского района Гомельской области Республики Беларусь.

## География

### Расположение
В 13 км от железнодорожной станции Уть (на линии Гомель — Чернигов), 14 км от Гомеля.

### Гидрография
На реке Сож (приток реки Днепр).

## Транспортная сеть
Транспортные связи по просёлочной, затем автомобильной дороге Старые Яриловичи — Гомель. Планировка состоит из прямолинейной улицы, ориентированной с юго-запада на северо-восток. Застроена деревянными домами усадебного типа.

## История
По письменным источникам известна с XVII века как деревня в Речицком повете Минского воеводства Великого княжества Литовского. В 1685 году рядом с деревней шляхтичем Климовичем был основан Терешковичский мужской монастырь и деревянная Рождества-Богородитская церковь.
После 1-го раздела Речи Посполитой в 1772 году в составе Российской империи. В 1813 году вместо старого построено новое деревянное здание церкви, а в 1876 году построена кирпичная церковь. В 1885 году здесь строились речные судна (берлинцы). В 1897 году работал трактир, находилась в Дятловичской волости Гомельского уезда. В 1909 году жители деревни владели 585 десятинами земли.
С 8 декабря 1926 года по 30 декабря 1927 года центр Скитокского сельсовета Дятловичского, с 4 августа 1927 года Гомельского районов Гомельского округа. В 1929 году организован колхоз. Во время Великой Отечественной войны в сентябре 1943 года немецкие оккупанты полностью сожгли деревню и убили 5 жителей. В сентябре-октябре 1943 года солдаты 102-й Дальневосточной, Новгород-Северской стрелковой дивизии 48-й армии форсировали в этом месте реку Сож и развернули бои на её правом берегу, на подступах к Гомелю. В бою 30 сентября 1943 года отличился пулемётчик Михаил Куюков, за что ему было присвоено звание Героя Советского Союза. 23 жителя погибли на фронте. В 1959 году в составе совхоза «Новобелицкий» (центр — деревня Терешковичи).

## Население

### Численность
- 2019 год — 34 жителей

### Динамика
- 1885 год — 21 двор, 156 жителей.
- 1897 год — 40 дворов, 261 житель (согласно переписи).
- 1909 год — 47 дворов, 317 жителей.
- 1926 год — 64 двора, 329 жителей.
- 1940 год — 72 двора.
- 1959 год — 183 жителя (согласно переписи).
- 2004 год — 39 хозяйств, 67 жителей.
- 2009 год — 49 жителей (перепись населения)
- 2019 год — 34 жителей (перепись населения)

## Достопримечательность
- Памятный знак, посвящённый началу операции по форсированию бойцами Красной Армии реки Сож и освобождению Гомеля от немецко-фашистских захватчиков.